# Kalvskinnet
Kalvskinnet er en bydel i Trondheim. Bydelen udgør den sydvestlige del af Trondheim centrum eller Midtbyen, som den ofte omtales. Navnet bruges første gang i 1556 og skyldes sandsynligvis at området var værdisat til et kalveskind i jordrente. I Sverres Saga benævnes området som akeren. 
Kalvskinnet er fra historien kendt som stedet hvor slaget mellem kong Sverre og Erling Skakke stod i 1179. Denne "grønne" del af Trondheim centrum er i dag et eftertraktet boligområde med mange karakteristiske bygårde fra tiden omkring forrige århundreskifte. Desuden findes flere offentlige bygninger som NTNU og Høgskolen i Sør-Trøndelag. Mange større og mindre kirkesamfund og menigheder har sine kirker og forsamlingslokaler her. Bydelen er specielt kendt for sin gamle institutionelle bebyggelse indenfor helsevæsnet. 
Den vestligste dele er kendt som Skansen, den eneste landfaste tilgang til Trondheims centrum og derfor et nemt sted at forsvare byen. Området har været brugt af militæret i flere hundrede år indtil hæren nedlagde sin aktivitet her på 1990'erne. 